# Rhantus ekari
Rhantus ekari är en skalbaggsart som beskrevs av Michael Balke och Lars Hendrich 1992. Rhantus ekari ingår i släktet Rhantus och familjen dykare. Inga underarter finns listade i Catalogue of Life.